# هنري جون هورستمان فنتون
هنري جون هورستمان فنتون (بالإنجليزية: Henry John Horstman Fenton)‏ ‏ (1854-1929) هوَ كيميائي بريطاني، اخترعَ في قرن عام 1890 كاشف فنتون، وهوَ عبارة عنَ محلول من بيروكسيد الهيدروجين وَحفاز الحديد، ويُستخدم هذا الكاشف في أكسدة المُلوثات أو مياه الصَرف، كما أنهُ من الممكن استخدام هذا الكاشف في تكسير بعض المركبات العضوية مِثل ثلاثي كلورو الإيثيلين وَرباعي كلورو الإيثيلين.
وُلدَ هنري في لندن، وتعلمَ في مدرسة كلية ماغدالين وَكلية كينجز لندن وَكلية المسيح، وفي عام 1878 أصبحَ هنري مساعد مُدرس في الكيمياء في كامبريدج، وفي الفترة ما بين 1904-1924 عمل مُحاضر جامعي في الكيمياء.

## أعماله
- الخُطوط العريضة في الكيمياء (Outlines of Chemistry).
- ملاحظات حول التحليل النوعي (Notes on Qualitative Analysis).